# Letis doliaris
Letis doliaris är en fjärilsart som beskrevs av Achille Guenée 1852. Letis doliaris ingår i släktet Letis och familjen nattflyn. Inga underarter finns listade i Catalogue of Life.